# Chris Smith (giocatore di football americano)
Chris Smith (Salisbury, 11 febbraio 1992 – 17 aprile 2023) è stato un giocatore di football americano statunitense che ha militato nel ruolo di defensive end nella National Football League (NFL). Al college giocò a football all'Università dell'Arkansas.

## Carriera

### Jacksonville Jaguars
Smith fu scelto nel corso del quinto giro (159º assoluto) del Draft NFL 2014 dai Jacksonville Jaguars. Fu promosso nel roster attivo il 20 ottobre e debuttò come professionista subentrando nella settimana 8 contro i Dolphins. Sette giorni dopo mise a segno il suo primo sack (condiviso) su Andy Dalton dei Bengals. La sua stagione da rookie si chiuse con 6 tackle, 3 sack e un fumble forzato in sette presenze, nessuna delle quali come titolare.

### Cincinnati Bengals
L'11 aprile 2017, Smith fu scambiato con i Cincinnati Bengals.

### Cleveland Browns
Il 14 marzo 2018, Smith firmò un contratto triennale con i Cleveland Browns.